# 26498 Dinotina
26498 Dinotina è un asteroide della fascia principale. Scoperto nel 2000, presenta un'orbita caratterizzata da un semiasse maggiore pari a 3,2063649 au e da un'eccentricità di 0,1198781, inclinata di 6,93944° rispetto all'eclittica.
L'asteroide è dedicato a Dino e Tina Grifoni, zii di uno dei due scopritori, Andrea Boattini.